# Dicranomyia conveniens
Dicranomyia conveniens là một loài ruồi trong họ Limoniidae. Chúng phân bố ở miền Australasia.